# Ballybricken
Ballybricken – irlandzkie miasto położone we wschodniej części hrabstwa Limerick, 18 kilometrów (11 mil) od miasta Limerick. Jest to głównie teren rolniczy.

## Sport
Lokalny klub GAA w Ballybricken, oficjalnie nazwany Ballybricken/Bohermore GAA Club, jest znaczącą częścią lokalnej społeczności. W 2008 wybudowany został nowy budynek klubowy oraz boisko, które został oficjalnie otwarte w majowy weekend Bank Holiday, poprzez mecz hurling pomiędzy Limerick i Wexford, w którym oglądało ponad 2000 do widzów. Drużyny seniorów Ballybricken / Bohermore GAA grają na poziomie Junior A zarówno w hurling jak i w futbolu gaelickim. 

## Społeczność
Ballybricken ma szkołę podstawową w Caherelly, sklep/pocztę i pub (Kirby's „Hunting Lodge”). 
Dolores O'Riordan z The Cranberries wychowywała się w Ballybricken i chodziła do miejscowej szkoły podstawowej. 

## Zewnętrzne linki
- Ballybricken GAA. ballybrickenballyboher.limerick.gaa.ie. [zarchiwizowane z tego adresu (2011-02-22)].